# Chiesa di Santa Maria a Lungotuono
La chiesa di Santa Maria a Lungotuono si trova in località Dogana, frazione del comune di Castelfiorentino, in provincia di Firenze, diocesi di Volterra. 

## La chiesa
L'edificio è situato sulla strada che da Castelfiorentino conduce a San Miniato al Tedesco, in località Dogana.
La chiesa, preceduta da un portico sotto il quale sono state sistemate alcune lapidi sepolcrali, si presenta con le pareti esterne completamente intonacate. 

## La tavola di Cosimo Rosselli
All'interno si conserva una tavola d'altare raffigurante la Madonna col Bambino in trono tra i santi Antonio abate, Francesco, Chiara e Verdiana, riferibile con sicurezza a Cosimo Rosselli, nonostante il cattivo stato di conservazione. La tavola proviene dalla chiesa di San Niccolò a Collepatti; è stata, inoltre, avanzata l'ipotesi che la destinazione originaria non fosse la chiesa di Collepatti, ma il monastero della Marca a Castelfiorentino, per la presenza di santi legati all'ordine francescano.
Sul gradino del trono ai piedi della Madonna vi è la scritta  "QUESTA TAVOLA A FATTO FARE NERI DI DOMENICO NERI DI DANARI DI LIMOSINE MCCCCLXXI DI XXVII D'OTTOBRE" , dalla quale si ricavano sia l'anno di esecuzione, 1471, che il nome del committente, Neri di Domenico Neri, sul quale non abbiamo altre notizie.